# Моховое Болото
Моховое Болото (баш. Моховое Болото) — деревня в Белебеевском районе Республики Башкортостан Российской Федерации. Входит в состав Рассветовского сельсовета. 

## География

### Географическое положение
Расстояние до:
- районного центра (Белебей): 14 км,
- центра сельсовета (Алексеевка): 7 км,
- ближайшей ж/д станции (Аксаково): 24 км.

## История
Название происходит от местности Моховое Болото.

## Население
| 2002 | 2009 | 2010 |
| ---- | ---- | ---- |
| 3    | ↘1   | ↘0   |

Национальный состав
Согласно переписи 2002 года, преобладающая национальность — чуваши (100 %).